# Enterococcus faecalis
Enterococcus faecalis este o bacterie Gram-pozitivă de tip bacil, comensală și care trăiește în tractul gastrointestinal uman. Ca alte specii din genul Enterococcus, E. faecalis face parte din microbiota fiziologică intestinală, fiind utilizat ca probiotic. Specia este și un patogen oportunist, cauzând infecții care pot pune în pericol viața, în special cele nozocomiale (apărute în timpul spitalizării), datorită unei rezistențe la antibiotice foarte mare, care induce o patogenitate crescută.